# AFM6
O  AFM6 é o único modelo da história da AFM foi utilizado nas temporadas de 1952 e 1953. Foi guiado por Günther Bechem, Hans Blees, Ludwig Fischer, Theo Fitzau, Willi Heeks, Willi Krakau, Adolf Lang, Helmut Niedermayr e Hans Stuck.